# Mouvement rétrograde de la vérité
 (mai 2022).
Le mouvement rétrograde de la vérité est, en philosophie, la théorie selon laquelle ce qui est vrai maintenant doit l'avoir toujours été. Il s'agit d'une interrogation philosophique importante depuis la Grèce antique.

## Concept
Nous sommes portés à croire que ce qui est vrai à un moment l'est toujours. Ainsi, la vérité serait éternelle. Si l'on postule cela, alors cela signifie que ce qui arrive un jour (ce qui, donc, est vrai à un moment) devait se passer de toute éternité. Une réalité vraie un jour l'a été depuis toujours, avant même sa découverte. Ce problème est traité par Aristote comme par Diodore Cronos.
Cette théorie fait l'objet d'une critique par Henri Bergson. Sa métaphysique du temps et de la création s'oppose à cette thèse. La soutenir serait soutenir un déterminisme et ainsi ignorer la création continue d'imprévisible nouveauté qui fait le monde à chaque instant. Le mouvement rétrograde de la vérité rétro-projette la vérité dans le passé par le biais du possible, en considérant que le possible préexistait au réel. Le mouvement rétrograde de la vérité, en effet, nous fait croire que la vérité a toujours préexisté à son actualisation. Or, la création continue est imprévisible et la nouveauté radicalement nouvelle : ce qui s'est passé aurait pu ne pas être.
Le mouvement rétrograde de la vérité est l'objet de précautions en historiographie. Comme l'explique Ernst Nolte, l'historien doit se méfier de la rétroprojection de possibles dans le passé. Le mouvement rétrograde de la vérité fait que la conclusion d'un itinéraire sert d'explication rétroactive au déclenchement du processus.